# Canthon luctuosus
Canthon luctuosus är en skalbaggsart som beskrevs av Edgar von Harold 1868. Canthon luctuosus ingår i släktet Canthon och familjen bladhorningar. Inga underarter finns listade.